# Црни бор
Црни бор (лат. Pinus nigra) је високо четинарско дрво. Једна је од најраспрострањенијих врста борова које расту у Србији.

## Опис
У зависности од услова средине црни бор може порасти и до 40 м. Има широко купасту кишобранасту крошњу. Кора стабла је дебела, тамносива, испуцала у неправилним браздама. Код старијих стабала бразде су и попречне. Младе гране су голе, сјајне, покривене ситним љуспама. Пупољци су смоласти, при врху оштро зашиљени. Четине су тамнозелене и круте, дуге 8-18 цм, по две у рукавцу. Отпадају после 4-5 година. Мушке цвасти смештене су при врху овогодишњих гранчица, а женске (које уобичајено зовемо шишарке) су висеће и формирају се дуж целе гране. Цвета априла-маја. Шишарке су округласте, дуге 4-10 цм, сјајно смеђе. Семе сазрева до јесени друге године, а шишарке се отварају у пролеће треће године.
- Кора
- Четине
- Мушке стробиле
- Шишарка
- Обескриљено семе

## Распрострањеност
Ареал црног бора простире се у јужној Европи, од источне Шпаније и јужне Француске, преко Корзике и Калабрије, Аустрије и Балканског полуострва до Мале Азије и Крима. Најчешће расте на надморској висини од 400 до 1300 м, али се на Копаонику могу наћи поједини примерци и на 1650 м н. в.
Има велики број подврста, варијетета и станишних раса чији су ареали јасно дефинисани. Код нас се јављају:
- – карактеристичан за најјужније ареале, код нас се налази само на подручју око Босилеграда.
- – описан на Гочу.
- – описан на Златибору и Муртеници[2]

## Станиште
Црни бор је врста светла и једна је од најважнијих врста за пошумљавање стрмих терена. Пионирска је врста, изузетно отпоран на услове станишта, па подноси екстремне услове – сушу и јаке ветрове. Може расти на готово вертикалним литицама. Веома је отпоран и на градске услове.
Изграђује заједнице са великим бројем лишћарских и четинарских врста. У западној Србији широко је распрострањена заједница црног и белог бора.

## Употреба
У Србији под шумама црног бора налази се површина од 61.506 ha, или 2,6%. Дрво црног бора користи се у примарној преради дрвета за производњу фурнира и резане грађе, док се у финалној преради дрвета ови производи користе за производњу разних врста намештаја. Цењено је и као грађевинско дрво. Због своје трајности дрво срчевине посебно је цењено у производњи прозора, врата, кровних конструкција, подова и других производа изложених променљивим атмосферским утицајима. Дрво је богато смолом, трајно и отпорно, нарочито ако се налази испод воде. Дрво пања, које има повећани садржај смоле, користи се за екстракцију, а у народу је познато под називом “луч”. Луч се користи за лако паљење ватре.

## Значај у озелењавању
Изузетно је значајна врста у пејзажном обликовању, како због своје отпорности на готово све услове станишта, тако и због лепог хабитуса и изразито тамне боје четина, која ствара ефектне контрасте са врстама светлијих боја.
Познати су многи култивари, између осталих:
- – ваљкаста форма са сасвим кратким, нагоре повијеним гранама.
- – ниска форма са кратким и дебелим гранама и густим тамним четинама.
- – жбунаста форма, расте споро и достиже висину до 4 м.
- – жалосна форма код које су снажне гране повијене надоле.
- – ускопирамидална крошња са дугим плавичастим четинама.[2]

## Споменици природе
На Каменој Гори надомак Пријепоља расте стабло црног бора старо више од 400 година. Мештани га зову Свети Бор или Светибор. Под заштитом државе је као споменик природе. Стабло је импресивних димензија.